# Cine iubește și lasă
Cine iubește și lasă este un film românesc din 1982 regizat de Gheorghe Turcu. Rolurile principale au fost interpretate de actorii Adela Mărculescu, Costel Constantin, Tora Vasilescu.

## Distribuție
Distribuția filmului este alcătuită din:
- Ștefan Radof — Nelu Pandele
- Costel Constantin — Mircea Trifan
- Rodica Negrea — Olga
- Mișu Fotino
- Eusebiu Ștefănescu
- Ion Marinescu (a)
- Tora Vasilescu — Mia Istrate
- Julieta Szönyi
- Mitzura Arghezi
- Silvia Năstase — Nina Tudose
- Adela Mărculescu — Andra Trifan
- Maria Seleș — Ileana Pavel
- Ioan Luchian Mihalea — Bogdan
- Coca Andronescu

## Primire
Filmul a fost vizionat de 1.614.024 de spectatori în cinematografele din România, după cum atestă o situație a numărului de spectatori înregistrat de filmele românești de la data premierei și până la data de 31 decembrie 2014 alcătuită de Centrul Național al Cinematografiei.